# Pampa curvipennis
El colibrí ruiseñor (Pampa curvipennis), también denominado asa de sable coliancha, asa de sable tijereta,  fandanguero mexicano, fandanguero colicuña o fandanguero cola cuña, es una especie de ave apodiforme de la familia Trochilidae —los colibríes— perteneciente al género  Pampa, anteriormente situada en  Campylopterus . Algunas autores y clasificaciones dividen esta especie en dos o tres especies. Es nativa de México y del norte de América Central.

## Distribución y hábitat
Se distribuye de forma fragmentada por el este y sur de México, Guatemala, Belice y norte de Honduras.
Habita el interior y los bordes de bosques nubosos y bosques húmedos siempreverdes, entre 270 y 1500 m de altitud (curvipennis); en bosques nubosos y bosques tropicales húmedos, entre 260 y 1000 m (excellens); y en bosques tropicales caducifolios más secos, entre 60 y 250 m (pampa).

## Sistemática

### Descripción original
La especie P. curvipennis fue descrita por primera vez por el naturalista alemán Wilhelm Deppe en 1830 bajo el nombre científico Trochilus curvipennis; su localidad tipo es: «México».

### Etimología
El nombre genérico Pampa proviene del nombre específico Ornismya pampa, que por su vez deriva del nombre francés «Campyloptère Pampa» designando a la especie por Lesson, 1832, en la creencia errónea de que provenía del interior de las «pampas» de Argentina; y el nombre de la especie «curvipennis», se compone de las palabras del latín «curvus» que significa ‘curvo’, y «pennis» que significa ‘de alas’.

### Taxonomía
Los taxones Pampa curvipennis pampa y P. curvipennis excellens son tratados como subespecies de la presente por la clasificación Clements Checklist/eBird. Sin embargo, los análisis genéticos proporcionados por González et al. (2011) mostraron claramente que las tres subespecies aisladas geográficamente son linajes genéticamente independientes sin signos claros de flujo génico contemporáneo (aunque es necesario trabajar en las zonas de probable contacto secundario). La subespecie pampa es genéticamente la más distinta de los tres taxones y divergió de curvipennis y excellens hace 1,47 millones de años. Los taxones más similares, aunque genéticamente independientes, son curvipennis y excellens, que divergieron hace 0,52 millones de años. Los tres linajes son también vocalmente divergentes. La clasificación del Congreso Ornitológico Internacional (IOC) trata a pampa como la especie separada Pampa pampa, el colibrí pampa. La propuesta 2022-A-5 al Comité de Clasificación de Norte y Mesoamérica (N&MACC) recomienda el reconocimiento de P. pampa como especie separada con base en las diferencias genéticas y experimentos de respuesta al «play-back» y el tratamiento de P. excellens como subespecie, con base en las pocas diferencias genéticas.
Las especies actualmente en el género Pampa se han incluido hasta recientemente en el género Campylopterus. Sin embargo, basándose en la filogenia molecular presentada por McGuire et al. (2014), se descubrió que el género Campylopterus era parafilético, y que las entonces especies Campylopterus curvipennis y C. rufus no pertenecían al mismo; para resolver esta parafilia se requirió la resurrección del género Pampa.
La forma descrita Pampa curvipennis yucatanensis Simon, 1921, se considera un sinónimo de P. c. pampa.

### Subespecies
Según la clasificación Clements Checklist/eBird se reconocen tres subespecies, con su correspondiente distribución geográfica:
- Pampa curvipennis curvipennis (Deppe, 1830) – este y sur de México, desde el suroeste de Tamaulipas hasta el norte de Oaxaca, pasando por el sureste de San Luis Potosí, el sur de Veracruz y el noreste de Puebla.
- Pampa curvipennis pampa (Lesson, 1832) – Península de Yucatán al sur hasta el norte de Guatemala y Belice; este de Honduras.
- Pampa curvipennis excellens Wetmore, 1941 – pequeña zona del sureste de México centrada en la Sierra de los Tuxtlas, Jesús Carranza y Uxpanapa (sur de Veracruz) y este de Oaxaca.